# Escut de Sarroca de Bellera

Escut oficial de Sarroca de Bellera

L'escut oficial de Sarroca de Bellera té el següent blasonament:
Escut caironat: d'or, un moltó dret de gules encollarat, clarinat i ungulat d'atzur. Per timbre una corona de baró.

## Història
Va ser aprovat el 31 d'agost de 1995 i publicat al DOGC el 15 de setembre del mateix any amb el número 2101, substituint l'escut antic. L'antic escut de Benés era en desús des del 1972.
| Escut de Sarroca de Bellera                 | Escut antic de Sarroca de Bellera                      |
| Escut antic de Benés, en desús des del 1972 | Escut antic de Sarroca de Bellera, vigent fins al 1995 |

## Interpretació
L'escut de Sarroca ha agafat les armes dels barons de Bellera (un moltó rampant de gules sobre camper d'or), senyors del castell de la població (malgrat la presència en el seu terme de diversos pobles, sobretot els de l'antic municipi de Benés: Avellanos, Benés, Buira, Burguet, Castellgermà, Manyanet, el Mesull, Sas i Sentís, que pertanyien als Erill). La baronia també està representada per la corona sobre l'escut.